# Jonas Wikman (militär)
Olof Jonas Wikman, född 26 mars 1972 i Säbrå församling i Västernorrlands län, är en svensk militär.

## Biografi
Wikman gjorde värnplikten på Jämtlands flygflottilj (F 4) i Östersund 1991 med utbildning vid plutonbefälsskolan på Västgöta flygflottilj (F 6) i Karlsborg. Han var först flygförare och gick den grundläggande flygutbildningen 1992 på Krigsflygskolan i Ljungbyhed. Wikman avlade officersexamen 1994 och utnämndes samma år till fänrik i flygvapnet, varefter han befordrades till löjtnant 1996. I slutet av 1990-talet tjänstgjorde han vid Skånska flygflottiljen (F 10) i Ängelholm.
Han var flyglärare innan han började flyga J 35 Draken. Wikman var med i den sista kullen som flög Draken på F 10. Samtidigt som han fortsatte som pilot började han inom flygmedicin och jobbade bland annat med g-krafter, höga höjder och överlevnad. Han var tillförordnad chef för Flygmedicincentrum i Stockholm under 2005 och sedan ordinarie chef från 2005 till dess nedläggning 2006. Han har därefter varit chef för FMV:s flygutprovning, T&E Luft, i Linköping.
Wikman var som överste chef för Planeringsavdelningen i Produktionsstaben i Högkvarteret från 2014 och Lead Advisor i Kabul Air Advisory Group vid NATO Air Command i Afghanistan från 2016. Wikman tjänstgjorde där som  chef för J5-funktionen och senior rådgivare. Där ansvarade han för planeringen av verksamheten i Afghanistan, dels var han rådgivare till det afghanska flygvapnets planeringschef. År 2017 befordrades han till brigadgeneral, varpå han var materielchef i Produktionsledningen i Högkvarteret från 2017 och resursproduktionschef i Högkvarteret. Under 2017 var han också placerad som chef för genomförandeavdelningen Aurora 17 (FMÖ17). Samma år nominerades han av Försvarsmakten till ledamot av Tullverkets insynsråd.
Han befordrades till generalmajor 2021 och blev samma år ställföreträdande insatschef i Högkvarteret. Wikman tillträdde som chef för flygvapnet den 14 december 2022.

## Utmärkelser
- Hemvärnets silvermedalj, 21 mars 2021[16]
- Hemvärnets bronsmedalj, juni 2016[17]